# مولالا پریری (اورگن)
مولالا پریری (به انگلیسی: Molalla Prairie) یک منطقهٔ مسکونی در ایالات متحده آمریکا است که در شهرستان کلاکاماس، اورگن واقع شده‌است.